# Шикылдак
Шикылдак (каз. Шиқылдақ) — село в Павлодарской области Казахстана. Находится в подчинении городской администрации Экибастуза. Расположено в 90 км к западу от Экибастуза и в 222 км к юго-западу от Павлодара. Административный центр Комсомольского сельского округа. Код КАТО — 552241100.

## История
До 1972 года село входило в состав Баянаульского района. Село было центральной усадьбой бывшего совхоза «Комсомольский», образованного в 1961 году.

## Население
В 1985 году в селе проживало 864 человек. В 1999 году население села составляло 720 человек (365 мужчин и 355 женщин). По данным переписи 2009 года в селе проживало 520 человек (288 мужчин и 232 женщины).